# The Americans (série télévisée, 2013)
Pour les articles homonymes, voir The Americans et Les Américains (homonymie).
The Americans ou Les Américains (Québec) est une série télévisée américaine en 75 épisodes de 42 minutes créée par Joe Weisberg, un ancien agent de la CIA, et diffusée entre le 30 janvier 2013 et le 30 mai 2018 sur FX aux États-Unis et simultanément au Canada sur FX Canada.
En Belgique, la série est diffusée depuis le 23 septembre 2013 sur Be 1 et depuis le 30 décembre 2014 sur RTL-TVI, en France, elle est diffusée depuis le 18 décembre 2013 sur Canal+ Sérieset depuis le 7 juillet 2015 sur Paris Première. En Suisse, elle est diffusée depuis le 10 mars 2014 sur RTS Un et au Québec depuis le 5 janvier 2015 sur AddikTV. La série était aussi proposée par Netflix puis Amazon Prime. En France, elle est désormais diffusée sur la plateforme Disney +.

## Synopsis
Pendant la guerre froide, dans les années 1980, un couple d'officiers du KGB (le service de renseignement de l’Union soviétique) est formé afin de vivre aux États-Unis comme des citoyens américains nés au Canada. La série commence au début du premier mandat de Ronald Reagan. Leur couverture les amène à vivre comme des époux qui élèvent leurs deux enfants dans la plus pure tradition américaine. En parallèle, ils mènent des missions de renseignement, de soutien ou de déstabilisation sur le territoire des États-Unis.

## Distribution

### Acteurs principaux
- Keri Russell (VF : Barbara Delsol) : Nadezhda alias Elizabeth Jennings
- Matthew Rhys (VF : Arnaud Arbessier) : Mischa alias Philip Jennings
- Noah Emmerich (VF : Michel Dodane) : agent du FBI Stan Beeman
- Keidrich Sellati (en) (VF : Samuel Bellonie) : Henry Jennings
- Holly Taylor (VF : Clara Quilichini) : Paige Jennings
- Annet Mahendru (VF : Véronique Desmadryl) : Nina Sergeevna Krylova (récurrente saison 1, régulière saisons 2 et 3)
- Susan Misner (VF : Caroline Beaune (saisons 1 et 2), Juliette Degenne (saison 3)) : Sandra Beeman (récurrente saison 1, régulière saisons 2 et 3)
- Alison Wright (VF : Marjorie Frantz) : Martha Hanson (récurrente saison 1, régulière saisons 2, 3 et 4)
- Richard Thomas (VF : Pierre Tessier) : agent Frank Gaad, superviseur du FBI (récurrent saisons 1 et 2, régulier saisons 3 et 4)
- Lev Gorn (VF : Lionel Tua) : Arkady Ivanovich (récurrent saisons 1 et 2, régulier saisons 3 et 4)
- Costa Ronin (VF : Miglen Mirtchev) : Oleg Igorevich Burov (récurrent saison 2, régulier saisons 3 et 4)
- Maximiliano Hernández (VF : Marc Saez) : agent du FBI Chris Amador (saison 1)
- Brandon J. Dirden (en) (VF : Serge Faliu) : agent du FBI Dennis Aderholt (récurrent saison 3, régulier saisons 4 et 5)
- Margo Martindale (VF : Coco Noël) : Claudia, superviseur du KGB

| Personnage                           | Acteur                 | Saisons   | Saisons   | Saisons   | Saisons   | Saisons   | Saisons   |
| ------------------------------------ | ---------------------- | --------- | --------- | --------- | --------- | --------- | --------- |
| Personnage                           | Acteur                 | 1         | 2         | 3         | 4         | 5         | 6         |
| Elizabeth Jennings (Nadezhda)        | Keri Russell           | Principal | Principal | Principal | Principal | Principal | Principal |
| Philip Jennings (Mischa)             | Matthew Rhys           | Principal | Principal | Principal | Principal | Principal | Principal |
| Stan Beeman, agent du FBI            | Noah Emmerich          | Principal | Principal | Principal | Principal | Principal | Principal |
| Paige Jennings                       | Holly Taylor           | Principal | Principal | Principal | Principal | Principal | Principal |
| Henry Jennings                       | Keidrich Sellati (en)  | Principal | Principal | Principal | Principal | Principal | Principal |
| Nina Sergeevna Krylova               | Annet Mahendru         | Récurrent | Principal | Principal | Principal |           |           |
| Sandra Beeman                        | Susan Misner           | Récurrent | Principal | Principal | Récurrent |           |           |
| Martha Hanson, secrétaire du FBI     | Alison Wright          | Récurrent | Principal | Principal | Principal | Récurrent |           |
| Frank Gaad, agent superviseur du FBI | Richard Thomas         | Récurrent | Récurrent | Principal | Principal |           |           |
| Arkady Ivanovich                     | Lev Gorn               | Récurrent | Récurrent | Principal | Principal |           | Récurrent |
| Oleg Igorevich Burov                 | Costa Ronin            |           | Récurrent | Principal | Principal | Principal | Principal |
| Chris Amador, agent du FBI           | Maximiliano Hernández  | Principal |           |           |           |           |           |
| Dennis Aderholt, agent du FBI        | Brandon J. Dirden (en) |           |           | Récurrent | Principal | Principal | Principal |
| Claudia, superviseur du KGB          | Margo Martindale       | Récurrent | Récurrent | Récurrent | Récurrent | Récurrent | Principal |

### Acteurs récurrents
- Anthony Arkin (VF : Franck Capillery) : Stavos (saison 1)
- Daniel Flaherty (VF : Gabriel Bismuth-Bienaimé) : Matthew Beeman, fils de Stan Beeman
- Cotter Smith (en) (VF : Éric Legrand) : le procureur général adjoint
- Derek Luke (VF : Lionel Henry) : Gregory (saison 1)
- Reg Rogers (en) (VF : Nicolas Marié) : Charles Duluh
- Tim Hopper (en) (VF : Denis Laustriat) : Sanford Prince
- Aimee Carrero (VF : Magali Rosenzweig) : Chena, combattant de Sandinista (saison 2)
- John Carroll Lynch (VF : Jean-François Aupied) : Fred (saison 2)
- Michael Aronov (en) (VF : Marc Perez) : Anton Blakanov (saisons 2 à 4)
- Wrenn Schmidt (VF : Pamela Ravassard) : Kate (saison 2)
- Lee Tergesen (VF : Jean-Philippe Puymartin) : Andrew Larrick (saison 2)
- Kelly AuCoin (VF : Fabien Jacquelin) : Pasteur Tim (saisons 2 à 4)
- Frank Langella (VF : Féodor Atkine) : Semyon Andreyevich, alias Gabriel, l'ancien superviseur du KGB auprès des Jennings (saisons 3 à 5)
- Vera Cherny : Tatiana Evgenyevna (saisons 3 et 4)
- Laurie Holden (VF : Patricia Piazza Georget) : Renee (saisons 5 et 6)
- Ravil Isyanov : Ruslan (saison 5)
- Ivan Mok : Tuan (saison 5)
- Zack Gafin (VF : Jonathan Gimbord) : Pasha Morozov

Version française
- Société de doublage : VF Productions[10],[11]
- Direction artistique : Yann Le Madic[11]
- Adaptation des dialogues : Sabrina Boyer, Daniel Danglard, Emeline Perego et Bili Redler[11]

 Source et légende : version française (VF) sur RS Doublage et Doublage Séries Database

## Production

### Développement
La série a été créée par Joe Weisberg, ancien agent de la CIA, qui avait pour projet initial de raconter l'histoire d'un mariage au temps de la Guerre froide. Son expérience au sein de l'agence lui a servi à la fois d'inspiration pour les intrigues et de source d'informations pour les opérations sur le terrain. Weisberg s'est également servi de la véridique affaire du Programme des Illégaux pour la série. La série est inspirée de celle d’un couple d'espions russes, Andrei Bezrukov et Elena Vavilova, qui ont vécu pendant 30 ans au Canada puis aux États-Unis sous la couverture de simples citoyens américains, Donald Heathfield et Tracey Foley. Ils ont été démasqués et arrêtés par le FBI en 2010. Comme dans la série, durant leur vie aux États-Unis, ils ont eu deux enfants, Alex et Tim.
Le projet a débuté en octobre 2011, et FX a commandé le pilote deux mois plus tard. Gavin O'Connor a été choisi pour réaliser le pilote.
Le 9 août 2012, FX a commandé une saison de treize épisodes.
Le pilote a été présenté au MIPCOM 2012 à Cannes, en France, le 8 octobre 2012.
Le 21 février 2013, FX a renouvelé la série pour une deuxième saison de 13 épisodes.
Le 16 avril 2014, la série a été renouvelée pour une troisième saison de 13 épisodes.
Le 31 mars 2015, FX a renouvelé la série pour une quatrième saison de treize épisodes.
Le 25 mai 2016, le reseau FX annonce la reconduction de la série pour une cinquième et sixième saison de treize et dix épisodes qui seront les deux dernières.
Un mois après, la série reçoit ses premières nominations aux Emmy Awards dans les catégories principales : meilleure série, meilleur acteur principal et meilleure actrice principale.
Le 5 janvier 2018, FX annonce lors des Television Critics Association la date de lancement de la sixième et dernière saison au 28 mars 2018.

### Distribution des rôles

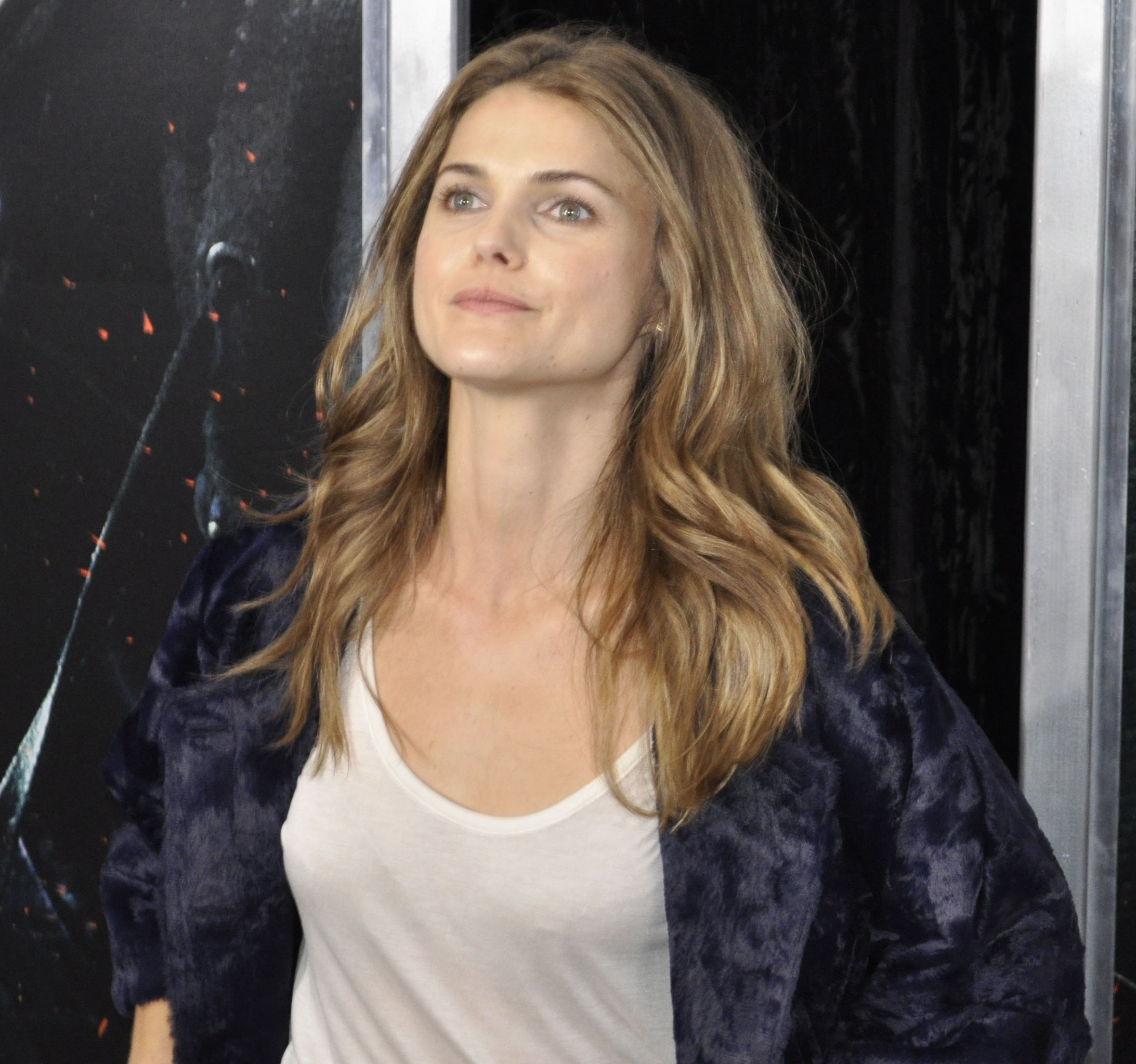
L'actrice principale Keri Russell, en novembre 2010.

Les rôles ont été attribués dans cet ordre : Keri Russell, Matthew Rhys et Noah Emmerich.
Parmi les acteurs récurrents et invités : Margo Martindale et Derek Luke.
Susan Misner, Annet Mahendru et Alison Wright ont été promues à la distribution principale pour la deuxième saison. Margo Martindale revient pour au moins un épisode alors qu'Aimee Carrero décroche un rôle récurrent.
Le 20 octobre 2016, il est annoncé que Laurie Holden (The Walking Dead) rejoint la saison 5 avec un rôle récurrent.

### Tournage
Le tournage des épisodes suivant le pilote a repris à Brooklyn le 26 novembre 2012 et la série a été diffusée à partir du 30 janvier 2013. Le tournage de la quatrième saison a démarré le 14 octobre 2015.
Joe Weisberg est un ancien agent de la CIA. Pour le scénario il s'inspire de ses histoires, l'affaire des 10 agents dormants Russes arrêtés en 2010 et des écrits de l'agent Vassili Mitrokhine.

## Épisodes
La série compte six saisons, totalisant 75 épisodes.

## Accueil
- Aux États-Unis, le pilote a attiré 3,22 millions de téléspectateurs[42]. Le reste de la première saison s'est maintenu sous la barre des 2 millions de téléspectateurs. Les épisodes 1 des saisons 2 et 3 ont attiré chacun 1,9 million de téléspectateurs[43],[44]. La série a reçu de la part des professionnels américains un accueil globalement positif qui n'a cessé de croître de saison en saison. Sur Metacritic, elle affiche un score de 78 % de critiques positives pour la saison 1, de 88 % pour la saison 2, de 92 % pour la saison 3, de 95 % pour la saison 4 et de 94 % pour la saison 5[45]. Sur Rotten Tomatoes les scores sont respectivement de 90 %, 97 %, 100 %, 99 % et 96 % [46].

- En France, pour Le Monde, « Au fil des épisodes, la duplicité, qui est la qualité même des espions, s’immisce dans l’intimité du couple au point de le faire exploser à la manière d’une bombe à fragmentation. La série avance en naviguant dans des eaux toujours plus troubles, ce qui la rend encore plus palpitante. »[47]. Pour Les Inrockuptibles, le début de la saison 3 « dénote un art consommé de l’équilibre entre le calme olympien qu’est la vie apparente d’Elizabeth et Phillip, parfois l’ennui qui se profile, et le surgissement de moments de tension où l’adrénaline dévaste tout. »[48]

## Distinctions

### Récompenses
- American Film Institute Awards 2013, 2014, 2016 et 2018 : Top 10 des meilleures séries télévisées de l'année en 2013, 2014, 2016 et 2018.
- Primetime Emmy Award 2015 : Margo Martindale : Meilleure actrice invitée dans une série dramatique
- Television Critics Association Awards 2015 : Meilleure série dramatique.
- Satellite Awards 2015 : Keri Russell : Meilleure actrice dans une série dramatique
- Primetime Emmy Awards 2016 : Margo Martindale : Meilleure actrice invitée dans une série dramatique
- Primetime Emmy Awards 2018 : 
  - Matthew Rhys : Meilleur acteur dans une série dramatique[49].
  - Meilleur scénario pour une série dramatique : Joel Fields et Joe Weisberg pour l'épisode Point de départ
- Golden Globes 2019 : Meilleure série dramatique
- Critics' Choice Television Awards 2019 : 
  - Matthew Rhys : Meilleur acteur dans une série dramatique
  - Noah Emmerich : Meilleur acteur dans un second rôle dans une série dramatique
  - Meilleure série dramatique

### Nominations
- Critics' Choice Television Awards 2013 :
  - Keri Russell : Meilleure actrice dans une série dramatique
  - Matthew Rhys : Meilleur acteur dans une série dramatique
- Primetime Emmy Awards 2013 : Margo Martindale : Meilleure actrice invitée dans une série dramatique
- Critics' Choice Television Awards 2014 : 
  - Keri Russell : Meilleure actrice dans une série dramatique
  - Matthew Rhys : Meilleur acteur dans une série dramatique
- Primetime Emmy Awards 2014 : Margo Martindale : Meilleure actrice invitée dans une série dramatique
- Critics' Choice Television Awards 2015 : 
  - Keri Russell : Meilleure actrice dans une série dramatique
  - Matthew Rhys : Meilleur acteur dans une série dramatique
- Critics' Choice Television Awards 2016 : Keri Russell : Meilleure actrice dans une série dramatique
- Primetime Emmy Awards 2016 : 
  - Keri Russell : Meilleure actrice dans une série télévisée dramatique
  - Matthew Rhys : Meilleur acteur dans une série télévisée dramatique
  - Meilleure série dramatique
- Primetime Emmy Awards 2017 : 
  - Keri Russell : Meilleure actrice dans une série télévisée dramatique
  - Matthew Rhys : Meilleur acteur dans une série télévisée dramatique
  -  Alison Wright : Meilleure actrice invitée dans une série dramatique
- Critics' Choice Television Awards 2017 : Matthew Rhys : Meilleur acteur dans une série dramatique
- Golden Globes 2017 :
  - Matthew Rhys : Golden Globe du meilleur acteur dans une série télévisée dramatique
  - Keri Russell : Golden Globe de la meilleure actrice dans une série télévisée dramatique
- Primetime Emmy Awards 2018 : 
  - Keri Russell : Meilleure actrice dans une série télévisée dramatique
  - Meilleure série dramatique
- Golden Globes 2019 :
  - Matthew Rhys : Golden Globe du meilleur acteur dans une série télévisée dramatique
  - Keri Russell : Golden Globe de la meilleure actrice dans une série télévisée dramatique